# Люксембургско споразумение
Люксембургското споразумение (на немски: Luxemburger Abkommen; на иврит: הסכם השִׁילּוּמִים) е международно споразумение между Западна Германия и Израел, което урежда въпроса за репарации от страна на Западна Германия за принудителния труд и конфискуваното имущество на евреите по време на Холокост.
Споразумението е подписано на 10 септември 1952 г. между двете страни в кметството на град Люксембург и влиза в сила на 27 март 1953 г. Сумата на репарациите, които са изплатени в продължение на 14 години е 3 милиарда германски марки.